# Radushne
Radushne (en ucraniano: Радушне) es un pueblo ucraniano perteneciente al óblast de Dnipropetrovsk. Situado en el centro del país, es parte del raión de Krivói Rog y del municipio (hromada) de Novopilia.

## Toponimia
El nombre del lugar en ruso es Radushnoye (en ruso: Радушное).  

## Geografía
Radushne se encuentra unos 10 km al sureste de Krivói Rog y 130 km al suroeste de Dnipró. 

## Historia
El asentamiento pertenecía a un terrateniente llamado Radushni y así apareció la estación y, más tarde, el propio pueblo de Radushne. A principios del siglo XX se construyó en el lugar una estación de ferrocarril y el asentamiento se construyó en 1930. En 1958, Radushne recibió el estatus de asentamiento de tipo urbano. 
En 2023, la localidad perdió el estatus de asentamiento de tipo urbano debido a la eliminación de este estatus administrativo.

## Demografía
La evolución de la población de Radushne entre 1959 y 2022 fue la siguiente:
| 2000                                                          | 3253 | 3133 | 3088 | 3369 | 3765 | 3809 | 3874 | 3788 |
| (Fuente: Cities & Towns of Ukraine y UKRAINE: Größere Städte) |      |      |      |      |      |      |      |      |

Según el censo de 2001, la lengua materna de la mayoría de los habitantes, el 92,28%, es el ucraniano; del 7,01%, el ruso.

## Economía
Radushne se encuentra a unos diez kilómetros al suroeste del enorme complejo siderúrgico ArcelorMittal Krivói Rog, anteriormente Krivóirogstal (en ucraniano: Криворіжсталь), que es una de las fábricas de acero más grandes de Europa. Al sur de la fábrica también se encuentran minas de hierro muy importantes.

## Infraestructura

### Transporte
Hay una estación de tren en Radushne, en la línea que conecta Apóstolove con Krivói Rog. El pueblo está en la autopista H23 que conecta Zaporiyia y Krivói Rog. 